# Xysticus jugalis
Xysticus jugalis là một loài nhện trong họ Thomisidae.
Loài này thuộc chi Xysticus. Xysticus jugalis được Ludwig Carl Christian Koch miêu tả năm 1875.